# 弗卢瓦拉克 (洛特省)
弗卢瓦拉克（法語：Floirac，法語發音：[flwaʁak]）是法国洛特省的一个市镇，属于古尔东区。

## 地理
弗卢瓦拉克（44°54'57"N, 1°39'17"E）面积19.02 平方千米，位于法国奧克西塔尼大區洛特省，该省份为法国西南部内陆省份，北起顺时针与科雷兹省、康塔爾省、阿韦龙省、塔恩-加龙省、洛特-加龍省和多尔多涅省接壤。
与弗卢瓦拉克接壤的市镇（或旧市镇、城区）包括：圣但尼莱马尔泰勒、卡雷纳克、马尔泰勒、米耶尔、蒙瓦朗、韦拉克。

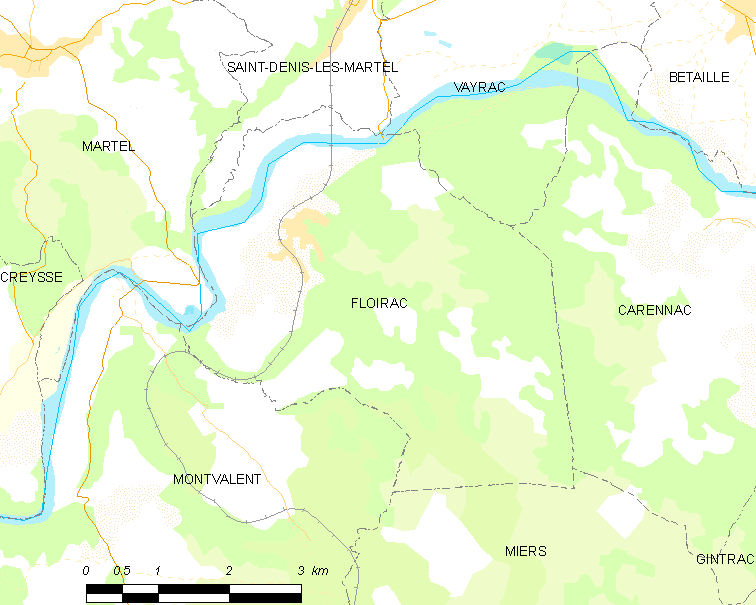
的OSM定位图

弗卢瓦拉克的时区为UTC+01:00、UTC+02:00（夏令时）。

## 行政
弗卢瓦拉克的邮政编码为46600，INSEE市镇编码为46106。

## 政治
弗卢瓦拉克所属的省级选区为马尔泰勒县。

## 人口

1962-2008年间人口变化图示

弗卢瓦拉克于2022年1月1日时的人口数量为240人。